# سلطنة سيربون
سلطنة سيربون (بالإندونيسية: Kesultanan Cirebon) كانت سلطنة إسلامية في جاوة الغربية في إندونيسيا في جنوب شرق آسيا التي تأسست في منتصف القرن الخامس عشر الميلادي، ويعتبر البعض أن الشريف هداية الله (سونن جونونغ جاتي) هو مؤسسها الحقيقي لمساهمته في إعلان إستقلالها عن مملكة سوندا في 1482،
على الرغم من أن مستوطنة السلطنة ونظام الحكم قد تم تأسيسهم في وقت مبكر في عام 1445، وبذلك تعتبر أول دولة إسلامية في جزيرة جاوة، وتأسست بعد ذلك على شرقها سلطنة ديماك في جاوة الوسطى عام 1475. كما أنشأ سونن جونونغ جاتي أيضا سلطنة بنتن عام 1526 على الساحل الغربي لجزيرة جاوة.
تقع عاصمة السلطنة حول مدينة سيربون الحديثة على الساحل الشمالي لجاوة. ولقد ازدهرت السلطنة خلال القرنين السادس عشر والسابع عشر الميلادي وأصبحت مركزًا إقليميًا رئيسيًا للإستثمار والتبادل التجاري، فضلا عن كونها مركز بارز للتعليم الإسلامي. ثم انقسمت السلطنة إلى ثلاثة عائلات ملكية في عام 1677، وانفصل رابع منها في عام 1807.

## أصل التسمية
هناك العديد من الاقتراحات حول أصل اسم «سيربون». طبقا ل«سوليندرا-نينغرات» الذي يستند إلى نص «باباد تاناه سوندا» و«شاريتا بورواكا شاروبن ناجاري» كانت سيربون في البداية قرية صغيرة بنيت من قبل «كي جدينغ تابا»، والتي تطورت في النهاية إلى قرية ميناء مزدهرة وأطلق عليها اسم «شاروبن»، وهو ما يعني الخليط في اللغة السوندية لوصف تنوع مستوطنيها حيث أنها كانت بوتقة ينصهر فيها مهاجرين من مختلف المجموعات العرقية والأديان واللغات والعادات وسبل العيش.
وهناك نظرية أخرى تشير إلى أن اسم المدينة مشتق من اللغة السوندية "Cirebon" أصلها يأتي من "Ci" تعني «مياه» و "rebon" ويعني «جمبري صغير» الذي ينتشر في المنطقة. ويرتبط هذا بحقيقة أن سيربون من الماضي حتى الآن، صناعتها الأساسية هي الروبيان ومعجون الروبيان.

## التاريخ
تم العثور على معظم تاريخ سلطنة سيربون في وقائع جاوية محلية تعرف باسم «باباد». بعض السجلات البارزة التي ركزت على تاريخ سيربون هي «باباد سيربون» و«شاريتا بورواكا شاروبن ناجاري» وذكرت مصادر أجنبية أيضا سيربون، مثل «سوما أورينتال» ل«تومي بيرس» مكتوب في 1512-1515. تم توثيق الفترة اللاحقة من السلطنة في المصادر الاستعمارية لجزر الهند الشرقية الهولندية. بخلاف تسجيل تاريخها الخاص، قامت إحدى البيوت الملكية في سيربون، وخاصة «كيراتون كيبرابونان» بقيادة أمراء وانجساكيرتا، سجل أيضا بنشاط وبحث في تاريخ جافا عن طريق جمع المخطوطات القديمة.

### ما قبل السلطنة
كانت المنطقة الساحلية حول ميناء سيربون معروفة بالقرية الساحلية «موارا جاتي»، وهي جزء من مملكة سوندا كما هو مذكور في سجلات سفر الأمير بوجانجا مانيك أحد النساك الهندوس السونديين الذي زار بعض المواقع الهندوسية المقدسة في جاوة وبالي بين أواخر القرن الخامس عشر، أو أوائل القرن السادس عشر. في مخطوطته، حدود مملكة سوندا في الغرب هي مضيق سوندا وفي الشرق نهر شي بامالي ونهر شي سارايو في مقاطعة جاوا الوسطى. في هذا الوقت كانت تقع «موارا جاتي» حوالي 14 كيلومترا إلى الشمال من «سيربون» الحديثة. بدأت التحول من قرية صيد ساحلية هندوسية صغيرة إلى ميناء إسلامي مزدهر بحكم «كي جدينغ تابا».

#### كي جدينغ تابا
«كي جدينغ تابا» (أو المعروف أيضا باسم «كي جيدنغ جوماجان جاتي») كان تاجرا ثرياً يعيش في قرية «موارا جاتي». تم تعيينه رئيسا لميناء قرية الصيد «موارا جاتي» من قبل ملك سوندا يقيم في «كولي»، "مملكة جلو"، تقع إلى الجنوب الداخلي من «موارا جاتي». وتقع على بعد عدة كيلومترات إلى الشمال من سيربون الحديثة. جذبت مدينة الميناء المزدهرة التجار المسلمين. «كي ديجنغ تابا» وابنته السيدة «سوبنغ لارنغ» إعتنقوا الإسلام. ودرست «سوبنغ لارنغ» في مدرسة إسلامية في منطقة كراوانغ.
في ذلك الوقت كانت منطقة جاوة الغربية بما في ذلك «موارا جاتي» تنتمي إلى مملكة سوندا وعاصمتها "باكوان باجاجران". ملك سوندا «جايا ديواتا» أو "سري بادونغا مهراجا" أو المعروف شعبيا باسم الملك «سيليوانجى» الذي أعلن إسلامه وتزوج من «سوبنغ لارنغ» وأنجبا ثلاثة أطفال؛ الأمير «والنغ-سونغ-سنغ» ولد في 1423، الأميرة «رارا-سنتنغ» (Syarifah Mudaim) ولدت عام 1426، والأمير «كيان-سنتنغ» (Raden Sangara) ولد في 1428.
وعلي الرغم من أن الأمير «والنغ-سونغ-سنغ» كان الابن الأول لملك سوندا، لم يكسب حق اعتباره ولي عهد باكوان باجاجران، وكان هذا لأن والدته السيدة «سوبنغ لارنغ» ليست عقيلة الملك، وثمة سبب آخر ربما بسبب اعتناقه الإسلام، ربما لتأثره بأمه التي كانت مسلمة، وفي ذلك الوقت في القرن ال16 جاوة الغربية كان دين الدولة فيها «ويوتان سوندا» (دين أسلاف السوندانيين) والهندوسية والبوذية. وكان أخيه غير الشقيق ابن «الملك سيليوانجى» من زوجته الثالثة السيدة «شانترنغ مانكماينغ» تم اختياره ولي للعهد والذي تولي عرش المملكة وأصبح اسمه «الملك سراويستا». بعد وفاة السيدة «سوبنغ لارنغ» إرتد الملك «سيليوانجى» عن الإسلام واعتنق البوذية، ولذا قرر الأمير «والنغ-سونغ-سنغ» وإخوته ترك القصر.

### نشأة السلطنة
في 1442 الأمير «والنغ-سونغ-سنغ» تزوج من السيدة «إيندانغ-غليس» ابنة «جيدينج دانو وارسي» من معهد «جونونغ مارا» الديني، «والنغ-سونغ-سنغ» وأخته «رارا-سنتنغ» درسا الدين الإسلامي في عدة معاهد دينية، حينها قرروا أداء فريضة الحج إلى مكة، وهناك تزوجت الأميرة «رارا-سنتنغ» الشريف «عبد الله عمدة الدين بن علي نور الدين بن الحسين جمال الدين بن أحمد جلال الدين بن عبد الله الأمير عظمت خان بن الإمام عبد الملك باعلوي» من مصر وقررت عدم العودة لسيربون، وبعد أداء الأمير «والنغ-سونغ-سنغ» للحج وبعد عودته أمره شيخه العلامة الشيخ السلفي ""مهدي بن أحمد بن عيسى"" (يعرف محليا باسم «نور جاتي» أو «ذو الكهف») فتح مستوطنة جديدة في منطقة جنوب شرق «كبون بسيسير» (Lemahwungkuk حاليا)، «والنغ-سونغ-سنغ» حصل علي المساعدة من «دانوسيلا» (زعيم القرية).

#### كي جيدنج ألانغ-ألانغ (حكم 1445-1447)
سكان المستوطنة الجديدة «كبون بسيسير» انتخبوا «دانوسيلا» كحاكم (kuwu) جديد لهم ولاحقا أشير له باسم «كي جيدنج ألانغ-ألانغ»، وعين «والنغ-سونغ-سنغ» نائبا له، ولكن «كي جيدنج ألانغ-ألانغ» توفي بعد عامين فقط في 1447.

#### الأمير شكربوانا (حكم 1447-1479)
بعد وفاة «جيدنج ألانج-ألانج» في 1447م، عُين «والنغ-سونغ-سنغ» كحاكم للمدينة وأنشأت قاعة الحكم، واختار اسم جديد وهو «الأمير شكربوانا». قرية الميناء الساحلية جذبت المستوطنين من الخارج فضلا عن الداخل وشكلت مجتمع جديد مزدهر في القرية ووفقاً لسجل تاريخي، كان مستوطنو شاروبن في ذلك الوقت 346 شخصاً (182 رجلاً و 164 امرأة)، يتألفون من خلفيات عرقية مختلفة؛ 196 سندانيز، 106 جافانيز، 16 سومطرة، 4 ملاقان، 2 هندي، 2 فارسي، 3 سيامي، 11 عرب، و 6 مستوطنون صينيون.
بعد الحج إلى مكة، قام الأمير شكربوانا بتغيير اسمه إلى «الحاج عبد الله إيمان» وقام ببناء أول مسجد (مصلى) باسم «تاجوج جالجراهان» (tajug Jalagrahan) وبنى بجانبه «قصر باكونغواتي» (باكونغواتي هو اسم ابنة شكربوانا وحاليا هو جناح يقع مقابل «قصر كسيبوهان») لإتخاذه مقر للحكم، ومن ثم يعتبر مؤسس سيربون. بعد وفاة جد شكربوانا، «كي جدينغ تابا»، تلقى شكربوانا الميراث. تم دمج مستوطنة «موارا جاتي» الواقعة شمال شاروبان ودمجها مع شاروبان. تم استخدام ثروة من الميراث لتوسيع قصر باكونغواتي. عندما علم والده «الملك سيليوانجى» بخبر الدولة الجديدة وأن إبنه هو الحاكم سعد بذلك وكان فخورا به وأرسل مبعوثه تومينجونج جاجابايا ورجا سينجارا (شقيق شكربوانا الأصغر)، ليمنح الأمير شكربوانا لقب «تومينجونج سري مانجانا» وأعطى الملك الدولة التبعية للمملكة ومنحها حمايتها. تحولت سيربون إلى ميناء مزدهر، ومع ذلك كان شكربوانا لا يزال مخلصا لوالده ويرسل الجزية إلى بلاط مملكة سوندا.
في هذه الأثناء أنجبت الأميرة «رارا-سنتنغ» (أخت الأمير شكربوانا التي تزوجت في مكة من مصري) الشريف هداية الله في 1448 بالقاهرة. وفي عام 1470 ذهب الشريف هداية الله إلى الخارج للدراسة في مكة وبغداد وتشامبا وساموديرا باساي وفي وقت لاحق عاد إلى وطنه في جاوة. وتعلم من "سونن امبل" في جاوة الشرقية خدم في قصر ديماك، وعاد لاحقا إلى سيربون، وطلب من خاله الأمير شكربوانا إنشاء مدرسة إسلامية في سيربون. وبذلك أصبحت سيربون مركز ثقافي إسلامي.

### التوسع

#### سونن جونونغ جاتي (1479-1568)
في عام 1479 قام شكربوانا بالتنازل عن الحكم لابن أخته الشريف هداية الله ابن الأميرة «رارا-سنتنغ» والشريف «عبد الله عمدة الدين» من مصر. تزوج الشريف هداية الله ابنة خاله الأميرة «باكونغواتي» ابنة شكربوانا، وهو معروف شعبيا باسمه بعد وفاته «سونن جونونغ جاتي»، واعتلى العرش كسلطان لسيربون وأقام في «قصر باكونغواتي».
كان «سونن جونونغ جاتي» يتقرب من جده «جايا ديواتا» («الملك سيليوانجى») لإقناعه باعتناق الإسلام لكن محاولاته لم تكن ناجحة، فلذلك في عام 1482، أرسل «سونن جونونغ جاتي» رسالة إلى جده «الملك سيليوانجى»، مع تصريح بأن سيربون ترفض أن تدفع الجزية لمملكته. كما كان يدفع سابقا شكربوانا دائما جزية للاعتراف بسلطته على سيربون. من خلال القيام بهذا، أعلنت سيربون نفسها كدولة إسلامية مستقلة ذات سيادة. تم تدوين إعلان الاستقلال على قطعة تأريخ يتوافق ذلك مع 12 صفر 887 هـ/ 2 أبريل 1482 م. اليوم يتم الاحتفال به كذكرى سنوية لحي سيربون حاليا.
في منطقة «وهانتن بسيسير» اجتمع «الشريف هداية الله» مع الأميرة «كوانغ أنتين» (ابنة «سوروسوان»)، ولاحقا تزوجا وأنجب طفلين هما الملكة «ويناون» (ولدت في 1477 م)، والأمير "حسن الدين" (الأمير «سبكنكين»: الاسم الذي منحه إياه جده «سوروسوان») من مواليد 1478 م. على الرغم من عدم اعتناق «سوروسوان» الإسلام لكنه كان متسامحا جداً مع المسلمين الذين جاءوا إلى أراضيه.
لتقوية العلاقات مع سلطنة ديماك، تم تزويج أمراء وأميرات السلطنتين لبعضهم.
- الأمير "حسن الدين بن الشريف هداية الله" مع الأميرة «كيرانا» بنت "رادين باتاه".
- الأمير «جاياكيلانا بن الشريف هداية الله» مع الأميرة «بامبيون» بنت «رادين باتاه».
- الأمير «براتاكيلانا بن الشريف هداية الله» مع الأميرة «وولان» («نياوه») بنت «رادين باتاه».
- الأميرة «ولونغ أيو بنت الشريف هداية الله» مع الأمير «يونس عبد القادر» («سبرانج لور») في عام 1511 والذي أصبح ثاني سلاطين ديماك في عام 1518.

بدأ النمو السريع وتطور سلطنة سيربون مع «الشريف هداية الله» أو «سونن جونونغ جاتي» جد سلالة الملوك بسلطنة سيربون وسلطنة بنتن حيث نشر الإسلام في جاوة الغربية مثل ماجالينغكا، كونينغان، كولي (جالو)، سوندا كيلابا، وبنتن.
بعد أن أصبحت أخبار التحالف البرتغالي-السوندي في 1522 معروفة، طلب «سونن جونونغ جاتي» من سلطنة ديماك إرسال قوات إلى بنتن. كان على الأرجح ابنه "حسن الدين سلطان بنتن" الذي قاد هذه العملية العسكرية في 1527 بجانب القائد "فتح الله".

#### السلطان بنمبهن راتو الأول زين العابدين (حكم 1568-1649)
السلطان زين العابدين ويسمى محليا (Panembahan Ratu) أو الملك العظيم، كان حفيد ل«الشريف هداية الله» حيث أن والده الأمير الذي كان من المتوقع أن يصبح السلطان البديل توفي قبل أن يتوج، وحكم بنمبهن راتو الأول وعمره 21 سنة لمدة 81 عامًا.
بحلول القرن السابع عشر، أصبحت سلطنة ماتارام قوة إقليمية في عهد السلطان أجونغ ملك ماتارام. في حوالي عام 1617، بدأ أجونغ حملته باتجاه الغرب ضد المستوطنات الهولندية في باتافيا، وحشد قواته الضخمة بالقرب من حدود سيربون. وحث أجونغ بنمبهن راتو على أن يكون حليفا له في حملته لطرد الأوروبيين من جاوة. من خلال القيام بذلك، أصبحت سيربون حليفًا لماتارام، وأصبحت في الواقع تحت تأثير سلطة ماتارام. في حملته ضد باتافيا، يحتاج إلى الدعم والإمداد عبر شمال غرب جاوة، وطلب من سيربون والحكام في جاوة الغربية دعمه. ومع ذلك، فإن مينان بريانغان السنديان (نبلاء) من منطقة سوميدانغ وسياميس، يشتبهون في أن حملة أجونغ لم تكن سوى إستراتيجية ماتارام لاحتلال أراضيهم. حارب النبلاء السنديين ضد ماتارام، وطلب أجونغ في وقت لاحق من سيربون لقمع تمرد سوميدانغ وسياميس بدلاً من ذلك. في عامي 1618 و 1619 هزم كل من سوميدانغ وسياميس من قبل تسيربون. سقطت كلتا المنطقتين بريانغان تحت حكم ماتارام، وفي 1628-29 شن أغونغ سلطان ماتارم حصار باتافيا الفاشل.

### الانحدار

#### تقسيم سلطنة سيربون
تقسيم سلطنة سيربون وقع رسميا في 1679 عندما توج الأميرين مارتاويجايا وكرتاويجايا في قصر باكونغواتي.

## الثقافة
خلال سنوات تشكيلها المبكرة، قامت السلطنة بنشاط بنشر الإسلام. أرسلت سيربون علمائها لنشر دين الإسلام في جاوة الغربية الداخلية. جنبا إلى جنب مع بنتن، فمن الفضل لأسلمة السكان السونديين في جاوة الغربية فضلا عن جافا الساحلية. ولأن السلطنة تقع على حدود المناطق الثقافية الجاوية والسوندية، فإن سلطنة سيربون تأثرت بكلا الجانبين، وينعكس ذلك في فنها ومعمارها، وأيضاً بلغتها. يُظهر قصر السلطان «باكونغواتي» تأثير البناء الحجمي من الطوب الأحمر المجاباهيت. كما تأثرت أنماط ولقب مسئوليها بجاذبية ماتارام الجاوية.
تصف بعض الرموز الملكية لسلطنة سيربون تراثهم وتأثيرهم. يُطلق على شعار سلطنة سيربون اسم «ماشان علي» (نمر علي) مع الخط العربي الذي تم ترتيبه ليشبه شكل النمر أو الببر، ويصف كل من التأثير الإسلامي، وكذلك شعار النمر للملك الهندوسي الباجاجاراني السوندي «سيليوانجي» (الجد الأكبر للسلالة). يشبه النقل الملكي لسينجا بارونج من كاسابوهان، وعربة كسيان ناجا ليمان من كانومان، كمير ثلاثة حيوانات: النسر، الفيل، والتنين، لترمز إلي الهندوسية الهندية والإسلام العربي، والتأثيرات الصينية. صور من نمر علي (Macan Ali)، أسد بارونج (Singa Barong) وباكسي ناجا ليمان (Paksi Naga Liman) كما ظهر في كثير من الأحيان كنمط في باتيك سيربون.
آثار سلطنة سيربون: كيراتون (قصر) كاسابوهان، كراتون كانومان، كابرابونان وكيراتون كاشيربونان تدار الآن كمؤسسة ثقافية للحفاظ على ثقافة سيربون.